# Mallapur(P.L), Mudhol
Mallapur(P.L) là một làng thuộc tehsil Mudhol, huyện Bagalkot, bang Karnataka, Ấn Độ.